# Britt Sørensen
Britt Sørensen, född 10 juli 1956 i Farsund, är en norsk författare.
Sørensen genomgick ettårig handelsskola, bedrev akademiska studier i engelska, norska och historia och studerade därefter vid socialhögskolan i Trondheim. Hon var yrkesverksam som socialkurator 1983–1986. Hon debuterade som romanförfattare 1982 och blev styrelsemedlem i Trøndersk forfatterlag 1983. Hennes romaner har kvinnlig huvudperson, och med uppväxt och samliv som tema.
Sørensen var på 1980-talet medlem av huvudkommittén för kyrka, kultur och fritid i Hitra kommun, jämställdhetskommittén där samt av landsstyrelsen för Kvinnefronten. Hon var fast kolumnist i Adresseavisens lördagsbilaga Ukeadressas petitspalt "Et øyeblikk" 1983–1986. Hon tilldelades Sør-Trøndelag fylkes kulturstipendium 1983 och Statens etableringsstipendium 1986. Hon är numera verksam som  filmkritiker i Bergens Tidende.